# Maria dos Santos Machado
María dos Santos Machado (1890 – 1958)  fue profesora y activista del Partido Comunista contra el autoritario Estado Novo (que gobernó Portugal de 1926 a 1974). Fue encarcelada en cuatro ocasiones entre 1936 y su muerte en 1958.

## Biografía
Maria dos Santos Machado era hija de Bartolomeu Silveira Lucas Machado y Maria dos Santos Teixeira. Nació en Calheta, en la isla de São Jorge, en la región autónoma portuguesa de las Azores, el 25 de febrero de 1890. Comenzó a trabajar en las Azores como profesora, donde trató de poner en práctica ideas pedagógicas innovadoras. También creó una biblioteca para estudiantes abierta a la población en general. Trasladada a Lisboa, la capital portuguesa, trabajó como maestra de primaria. También creó una escuela privada para los hijos de los ferroviarios, que sería clausurada por la policía, y fundó una biblioteca en Alges, cerca de Lisboa. Fue una de las fundadoras de la Associação Feminina Portuguesa para a Paz (Asociación Femenina Portuguesa para la Paz - AFPP). Se afilió a la Sección Portuguesa del Socorro Rojo Internacional (Socorro Vermelho Internacional), creada por la Internacional Comunista, y se hizo esperantista, enseñando portugués en la Liga de Esperantistas Occidentales. Sin embargo, el uso del esperanto había sido prohibido por el gobierno portugués y Machado fue detenido el 1 de agosto de 1936, siendo liberado el 12 de diciembre del mismo año.

## Actividades posteriores y detenciones
En 1938, Machado fue a París, donde formó parte del Comité del Frente Popular Portugués, asegurando un vínculo permanente con el movimiento antifascista que operaba en Portugal, manteniendo correspondencia con los líderes comunistas Fernando Piteira Santos y Manuel dos Santos. También trabajó con Francisco de Paula Oliveira, quien, tras fugarse de la prisión de Aljube en mayo de 1938, se dirigió a París. De vuelta a Portugal, colaboró con la imprenta clandestina del Partido Comunista Portugués, hasta que fue detenida de nuevo el 4 de noviembre de 1945 en Alvaiázere, tras más de cuatro años publicando la revista del Partido, ¡Avante! La detención fue un accidente: la policía buscaba a unos ladrones. Otras dos personas que trabajaban con ella lograron escapar haciéndose pasar por su tía y su madre. Aislada en la prisión de Caxias, cerca de Lisboa, fue puesta en libertad el 31 de agosto de 1947. Al igual que a otros opositores al régimen del Estado Novo, a Machado se le prohibió ejercer su profesión. Encontró trabajo como ama de llaves en una casa particular y bordó alfombras para sobrevivir, mientras seguía, clandestinamente, dando clases gratuitas a los trabajadores. Volvió a ser detenida brevemente en diciembre de 1953. El 14 de abril de 1954 fue detenida de nuevo, a la edad de 64 años, poco después de haberse roto una pierna y no poder caminar, y no fue puesta en libertad hasta el 6 de octubre de 1956.

## Muerte
Tras ser liberada por última vez, vivió en una habitación alquilada. Sin embargo, la policía presionó a la dueña del inmueble y fue desalojada. Maria dos Santos Machado murió el 4 de octubre de 1958 de un ataque cardíaco mientras caminaba por el barrio de Amadora de Lisboa. En su testamento dejó sus bienes al Partido Comunista. Su funeral, en el cementerio Lumiar de Lisboa, fue seguido de cerca por el servicio secreto portugués. En su memoria, el dramaturgo Leandro Vale escribió una obra corta llamada “Rubina”, que fue el seudónimo que utilizó.